# Mark (Zeitschrift)
Mark – Another Architecture war eine europaweit zweimonatlich erscheinende Fachzeitschrift mit Themenschwerpunkt Design und Architektur. Mark wurde von der „Frame“-Redaktion mit Sitz in Amsterdam herausgegeben. Das Magazin wurde 2017 eingestellt.
Mark erschien in englischer Sprache und befasste sich in insgesamt 71 Ausgaben mit weltweiten Architekturtrends. Der Grundsatz des Magazins lautete, dass Architektur, nach einer Periode der Abgeschiedenheit in Elfenbeintürmen, längst wieder in Form von Popkultur in der Mitte der Gesellschaft angelangt sei. Diese Auffassung spiegelte sich im poppigen experimentellen Design der Zeitschrift wider.

## Thematische Gliederung/Konzept
- Notice Board: Vorstellung neuer Tendenzen und (meist unrealisierter) Projekte
- Cross Section: Kurzvorstellung realisierter Projekte
- Viewport: Vorstellung mehrerer Büros und deren Haltung zu Architektur anhand mehrerer Projekte
- Long Section: Ausführliche, mehrseitige Vorstellung gebauter Projekte
- Service Area: Interviews und neue Produkte

Das Magazin wurde eingestellt. Das Muttermagazin FRAME existiert weiter.